# Selección de fútbol americano de Colombia
Según el ministerio del deporte (Coldeportes) solo se trata de un equipo aficionado ya que no se puede catalogar como selección, debido a que no está avalada por ninguna federación legal. Sin embargo en el 2017 se crea esta supuesta selección.

## Historia
Con el apoyo de la Fundación Colombiana de Fútbol Americano (FECOFA), el Entrenador Renzo Devia, Entrenador en Jefe del Seleccionado Cafetero y quien desde sus trece años comenzó a jugar este deporte en los Estados Unidos, está convencido de que en este país hay el talento y la entrega suficiente para hacer de la Selección Colombia uno de los proyectos deportivos más grandes del continente.
Prepararse, crecer como atletas y seres humanos integrales, competir y abrir oportunidades. Parte de los valores fundamentales y principios que regirán al conjunto andino.
En Colombia, el fútbol americano se practica hace aproximadamente una década. Sin embargo, sólo desde el año 2012 comenzó a jugarse con todos los equipos, elementos y el reglamento que exige esta disciplina.
Y aunque es un deporte relativamente joven en el país, las habilidades y el talento que han desarrollado los jugadores y el compromiso demostrado por cada uno de los clubes miembros de la FECOFA han permitido que Colombia gane un respeto y un nombre a nivel internacional, incluso, con jugadores de nuestra tierra que ya juegan en equipos del exterior y son figuras.
Para poder materializar este sueño y volar tan alto como el Cóndor de los Andes, uno de nuestros símbolos patrios y el ave que representa la identidad de esta Selección, es importante la unión y el esfuerzo de todos por un mismo fin. Gobierno Nacional, empresa pública y privada e inversionistas debemos estar convencidos de que a través del deporte no sólo se salvan vidas, sino que se generan oportunidades inmejorables para demostrar la calidad humana de toda una Nación a través de sus atletas.
El combinado Tricolor es el principio de algo muy bello, de una historia que estamos creando. El país y el mundo entero tienen que enterarse de lo que estamos haciendo y confiamos en su voluntad para abrirnos puertas, para que nos tiendan una mano y nos brinden su apoyo, debido a que por mucho tiempo la comunidad del fútbol americano en Colombia ha estado, lamentablemente, sola y relegada. Llegó el momento de unirnos y tener esa fuerza para salir adelante, y sabemos que podemos contar con todos ustedes.
Nuestro país no es sólo sinónimo de balompié o de ciclismo. El talento de los deportistas colombianos es incomparable y, la pasión y el amor con el que se entregan a cada reto es lo que, históricamente, nos ha convertido en una tierra de campeones.
Si nos unimos y estamos convencidos de que “La unión hace la fuerza”, vamos a lograr grandes gestas para el país e innumerables alcances para los involucrados en este proyecto.
Seremos reconocidos en todo el mundo y en cada rincón del planeta en el que se juegue fútbol americano sabrán que un puñado de jugadores cafeteros, guiados por el Entrenador Renzo Devia, están haciendo historia mientras juegan uno de los deportes más completos que puedan existir.
Un proyecto serio, con una Federación comprometida y un personal de entrenadores altamente capacitados para llevar esta nave a buen puerto. Sólo falta tu apoyo, tu granito de arena para que podamos hacer el sueño de cientos de personas que tantas veces nos imaginamos alcanzar la gloria vistiendo el Amarillo, Azul y Rojo de nuestra gloriosa Patria Colombia. 

## Plantel actual
Quarterbacks
- 12 Francisco Javier Bedoya

Running backs
- 22 Jeyson David Saavedra
- 32 Edwin Alberto Cardona
- 44 Oscar Mauricio Cristancho Juya

- 49 Jhonatan Saavedra

Wide receivers
- 13 Andrés Felipe Villa
- 18 José Ignacio David García

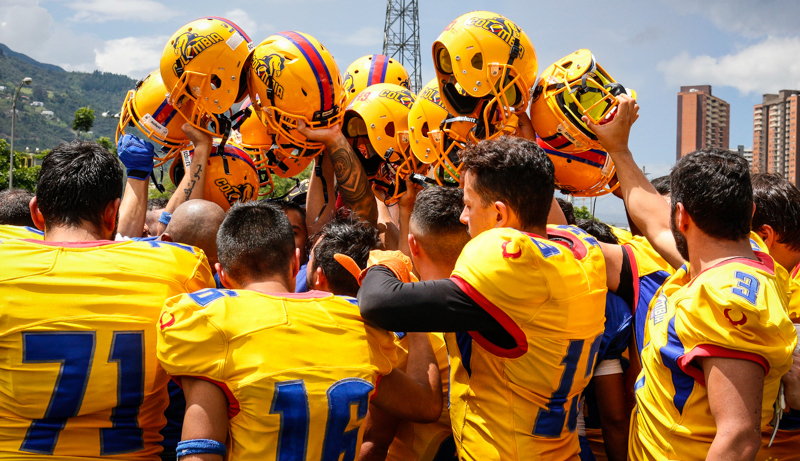

- 85 Samuel Santiago Vargas Sandoval
- 86 Joan Manuel Madrid Patiño
- 87 Carlos Arturo Mejia Córdoba

Slots
- 83 Daniel Alfredo Tellez
- 16 Jonatan Alexander Ramírez

Tight ends
- 72 Samuel Santiago Vargas Sandoval
- 81 Diego Nicolás Cuervo
- 89 Juan Manuel Barreiro Ramos

Línea ofensiva
- 60 Rafael Andrés Vergara Hoyos
- 64 Juan Pablo González Sepulveda
- 68 Daniel Stiven Calderon Manco
- 69 Alejandro Jiménez
- 71 Johan Ricardo Moreno
- 73 Carlos Alberto Arroyo Guardiola
- 74 Oscar David Vélez Munera
- 76 Jhon Jairo Prado
- 77 Gerver Yair Jaramillo
- 78 Fabio Enrique Catacoli

Línea defensiva
- 65 Santiago Muñoz Arias
- 72 David Leonardo Acero Pulido
- 91 Juan Camilo Chica
- 92 Jonatan Ospina Rendon
- 93 Alejandro Vicaría Guerrero
- 95 Pablo Lopera
- 98 Jonathan Vergara Mosquera
- 99 Juan David Morales Gaviria

Linebackers
- 05 José Porras Urrego
- 51 Juan Pablo Pazmin
- 52 Jhon David Henao
- 55 Alejandro Arbelaez Serna
- 57 Oweimar David Mancipe

Defensive backs
- 10 Víctor Vargas de Arce
- 14 Santiago Restrepo Bedoya
- 20 Camilo Andrés Melo
- 25 Javier Camilo Molano
- 30 John Walter Londoño Restrepo
- 33 William Atehortua Torres
- 38 Víctor Manuel Mendoza Echeverri
- 34 Diego Alejandro Pérez Gutiérrez

Equipos especiales
- 03 Santiago Andrés Campo

## Equipo de práctica
- Daniel Duran Morales
- Juan David Mena Largo
- David Vásquez Calderón
- Marvin Santiago Alcarraz Sierra
- Jhoan Sebastián Gonzales Sepulveda

## Personal técnico

### Personal actual
Directores técnicos en jefe
- Head Coach – Renzo Devia

Técnicos ofensivos
- Coordinador ofensivo – William Valencia
- Quarterbacks – Ferney  Moreno
- Running backs – Cristian Osorio
- Wide receivers – Ricardo Sanabria
- Línea ofensiva – Julián Tamayo

Técnicos defensivos
- Coordinador defensivo – Jaime Mejía
- Línea defensiva – Carlos Andrés Pérez
- Linebackers – Jovan Alexis Arcos
- Secundaria – Leonardo Pico Devia

Técnicos de equipos especiales
- Coordinador de equipos especiales – Alexander Ramírez

Gerente de Operaciones
- Sara Escobar Martínez

## Touchdown en tu comunidad
Touchdown en tu comunidad es una iniciativa que surge desde el corazón de la Selección Colombia de Fútbol Americano con el objetivo de fomentar el deporte en comunidades vulnerables a lo largo del territorio nacional mediante el uso adecuado del tiempo libre y la promoción de la práctica del fútbol americano, en la modalidad de Flag o fútbol bandera como una alternativa deportiva.
Este proyecto social de FECOFA se proyecta para desarrollarse inicialmente en las regiones del Pacífico, Antioquia y Cundinamarca, pero se planea su expansión por fases en otros departamentos del país.
Durante la primera fase, la cual inició hace 2 meses, Touchdown en tu comunidad a llevado a jugadores y entrenadores a comunidades en el pacífico como Guapi, Buenaventura, Quibdó y Aguas blancas, en Cali, Medellín y Bogotá, con regiones más vulnerables desde las problemáticas sociales.
Además de disponer del recurso técnico y humano Touchdown en tu comunidad desea obsequiar los elementos básicos para la práctica de esta disciplina deportiva tales como balones, Flags (banderas), entre otros para que, además de sembrar la semilla de este deporte desde el conocimiento, tengan los elementos para continuar la formación. Estas jornadas de trabajo pueden ser de uno o dos días incluyendo fases de talleres teóricos de fútbol americano que cubran conceptos básicos del deporte y ejercicios prácticos como drills y scrimmages.
El proyecto también planea brindar apoyo técnico y formativo a los equipos que están comenzando la práctica del fútbol americano en Colombia, y que están lejos de las grandes ciudades como Ibagué, Cartagena y Casanare. Para estos equipos emergentes, el apoyo estaría dado como consultores del deporte, y como valor agregado se ofrece la mediación de la SCFA y FECOFA ante entidades y organizaciones tanto nacionales como internacionales con el fin conseguir el apoyo necesario para la obtención de los recursos que garanticen su permanencia y participación en los diferentes torneos organizados por la Federación.